# Stade Municipal de Témara
Stade Municipal de Témara – stadion w Maroku, w Tamarze, na którym grają tamtejsze kluby – Widad Témara i US Témara. Mieści 5000 widzów, znajduje się przy Rue N° 7. Jego nawierzchnia jest sztuczna.